# Varanus doreanus
Il varano dalla coda azzurra (Varanus doreanus Meyer, 1874), o varano di Kalabeck, è una specie della famiglia dei Varanidi. Appartiene al complesso di specie indicus del sottogenere Euprepiosaurus. Malgrado sia noto agli scienziati da moltissimo tempo, V. doreanus non è mai stato accuratamente studiato e per questo non compare nella Lista rossa della IUCN.

## Descrizione
Il varano dalla coda azzurra è di colore azzurro-grigiastro. Le squame del collo sono lisce e ovali. Può raggiungere una lunghezza totale di 135 cm.

## Distribuzione e habitat
Vive nelle regioni costiere di tutta la Nuova Guinea, nella Nuova Britannia e nelle Isole Bismarck. Si incontra anche in Australia, sull'estremità settentrionale della penisola di Capo York.

## Biologia
Fortemente legato all'ambiente acquatico e assai attivo, il varano dalla coda azzurra è in grado di correre, nuotare, arrampicarsi e interrarsi con pari abilità.